# Perdita levissima
Perdita levissima är en biart som beskrevs av Timberlake 1964. Perdita levissima ingår i släktet Perdita och familjen grävbin. Inga underarter finns listade i Catalogue of Life.